# Mỹ Sơn
Mỹ Sơn er et tempelkompleks i Quang Nam provinsen i Vietnam.
Mỹ Sơn er beliggende nær landsbyen Duy Phú i Quang Nam provinsen i det centrale Vietnam, 69 kilometer sydvest for Da Nang og cirka 10 kilometer fra den historiske by Tra Kiệu.
Komplekset blev bygget fra 300'erne indtil 1100-tallet. Det indeholder en række af templer og tårne forbundet med hinanden gennem en konstruktion af røde mursten. Monumentet har ofte været offer for røveri og under Vietnam-krigen blev monumenterne brugt af FNL som deres base.
| Bygning eller seværdighed | Spire Denne artikel om en bygning, et bygningsværk eller en seværdighed er en spire som bør udbygges. Du er velkommen til at hjælpe Wikipedia ved at udvide den. |

15°45′48″N 108°07′28″Ø / 15.76324°N 108.124446°Ø